# 보르구

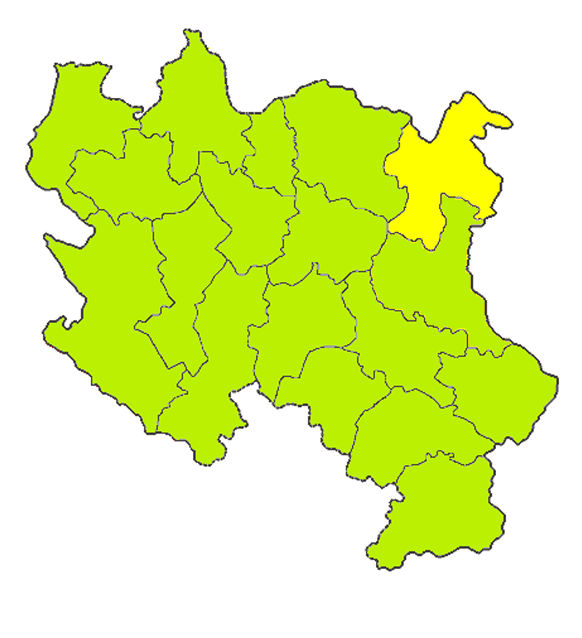
보르 구의 위치

보르구(세르비아어: Борски округ, Borski okrug)는 세르비아 동부에 위치한 구로 행정 중심지는 보르이며 면적은 3,507km2, 인구는 146,551명(2002년 인구 조사 기준), 인구 밀도는 41.7명/km2이다. 북쪽과 동쪽으로는 루마니아, 불가리아와 국경을 접한다.

## 지방 자치체
4개 지방 자치체와 6개 군, 84개 마을을 관할한다.
- 보르 (Bor)
- 클라도보 (Kladovo)
- 마이단페크 (Majdanpek)
- 네고틴 (Negotin)

## 인구
인구와 민족 분포는 2002년 인구 조사를 기준으로 한다.
- 세르비아인: 118,721명 (81.01%)
- 블라크인: 16,449명 (11.22%)
- 로마인: 1,529명 (1.04%)

| 연도  | 인구    | ±%     |
| ----- | ------- | ------ |
| 1948  | 144,049 | —      |
| 1953  | 151,973 | +5.5%  |
| 1961  | 160,096 | +5.3%  |
| 1971  | 175,848 | +9.8%  |
| 1981  | 180,463 | +2.6%  |
| 1991  | 178,718 | −1.0%  |
| 2002  | 146,551 | −18.0% |
| 2011  | 124,992 | −14.7% |
| 출처: |         |        |

## 같이 보기
- 트라야누스 다리
- 세르비아의 행정 구역
- 세르비아의 구